# Беспалова Людмила Андріївна
Людмила Андріївна Беспалова (нар. 2 квітня 1947, хутір Дальній, Тбіліський район, Краснодарський край, Російська РФСР, СРСР) — радянський і російський селекціонер зернових культур, академік РАСГН (2007), академік РАН (2013).

## Біографія
Народилася 2 квітня 1947 року в хуторі Дальній Тбіліського району Краснодарського краю.
У 1970 році закінчила Московську сільськогосподарську академію імені К. А. Тімірязєва.
У 1970 році працювала старшим науковим співробітником Целіноградської обласної сільськогосподарської дослідної станції.
З 1971 року працює в Краснодарському НДІ сільського господарства імені П. П. Лук'яненка, де пройшла шлях від молодшого наукового співробітника до завідувача відділу селекції та насінництва пшениці і тритикале (з 1994 року).
У 1998 році захистила докторську дисертацію на тему «Селекція напівкарликових сортів озимої м'якої пшениці».
У 2001 році — присвоєно вчене звання професора.
У 2007 році обрана академіком РАСГН.
У 2013 році обрана академіком РАН (у рамках приєднання РАСГН до РАН).

## Спорт
Мала 1-й спортивний розряд зі стрільби з дрібнокаліберної гвинтівки та 2-й по швидкісному бігу на ковзанах, брала участь в естафеті олімпійського вогню Олімпіади-2014.

## Наукова діяльність
Видатний вчений в області селекції і насінництва зернових культур.
Є творцем 128 високоякісних і високоврожайних сортів пшениці та тритикале, а також напівкарликових сортів пшениці нового покоління.
Автор понад 300 наукових праць, у тому числі трьох монографій. Має понад 120 авторських свідоцтв і патентів на винаходи.

## Вибрані праці
- Основные морфологические и апробационные признаки сортов и гибридов зерновых, зернобобовых, крупяных и масличных растений / соавт.: Н. В. Трофимов и др.; Кубан. гос. аграр. ун-т и др. — Краснодар: Сов. Кубань, 2000. — 512 с.
- Новая сортовая политика и сортовая агротехника озимой пщеницы / соавт.: А. А. Романенко и др.; Краснод. НИИ сел. хоз-ва. им. П. П. Лукьяненко. — Краснодар, 2005. — 221 с.
- Сорта пшеницы и тритикале Краснодарского НИИСХ им. П. П. Лукьяненко / соавт.: А. А. Романенко и др. — Краснодар: ЭДВИ, 2012. — 111 с.
- Ресурсосберегающая технология производства озимой твердой пшеницы: рекомендации / соавт.: А. А. Романенко и др.; ФГБНУ «Росинформагротех». — М.: Росинформагротех, 2013. — 51 с.
- Сорта пшеницы и тритикале / соавт.: А. А. Романенко и др.; Краснод. НИИ сел. хоз-ва им. П. П. Лукьяненко. — Краснодар: ЭДВИ, 2013. — 121 с.
- Сорта пшеницы и тритикале Краснодарского НИИСХ им. П. П. Лукьяненко / соавт.: А. А. Романенко и др.; ФГБНУ «Краснод. НИИ сел. хоз-ва им. П. П. Лукьяненко». — Краснодар, 2015. — 128 с.
- Геоэкологическая оценка и районирование Азово-Черноморского побережья России (Ростовская область и Краснодарский край) / соавт. Л. В. Кропянко. — Ростов н/Д: Изд-во Юж. федер. ун-та, 2016. — 211 с.

## Нагороди
- Заслужений діяч науки Російської Федерації (2005)
- Орден Трудового Червоного Прапора
- Медаль «Герой праці Кубані» (2004)
- Медаль «За видатний внесок у розвиток Кубані» II ступеня (2002)
- Золота медаль імені академіка П. П. Лук'яненка (РАСГН) (1995)
- Золота медаль ВДНГ (1991)

### Інтерв'ю
- КУБАНСКИЕ ПШЕНИЦЫ ПРИГОДЯТСЯ ВЕЗДЕ
- Академик селекционер Людмила Беспалова: Все сорта любимые, родные, выстраданные… [Архівовано 26 серпня 2018 у Wayback Machine.]
- Без науки не будет хорошего урожая [Архівовано 16 червня 2019 у Wayback Machine.]
- Можно ли повысить урожайность пшеницы на Кубани [Архівовано 16 червня 2019 у Wayback Machine.]